# Бладшот (фільм)
«Бладшот» (англ. Bloodshot) — американський супергеройський фільм режисера Дейва Вілсона. Фільм заснований на однойменному коміксі. У фільмі знімаються Він Дізель, Сем Хьюен, Гай Пірс, Ламорн Морріс, Ейса Гонсалес, Тобі Кеббелл. Фільм вийшов 21 лютого 2020 року.

## Синопсис
Після того, як він і його дружина були вбиті, секретна група вчених воскрешають Рея Гаррісона (Він Дізель). Посилений нанотехнологіями, він стає надлюдським, біотехнологічним вбивцею — Бладшотом. Оскільки Рей вперше тренується з іншими суперсолдатами, він нічого не може згадати зі свого минулого життя. Але коли його спогади повертаються назад, та він згадує людину, яка вбила і його, і його дружину, він виривається з в'язниці, одержимий жагою помсти

## В ролях
| Актор                       | Роль                   |
| --------------------------- | ---------------------- |
| Він Дізель                  | Рей Гаррісон / Бладшот |
| Сем Хьюен                   | капрал Харлан Шіффлет  |
| Гай Пірс                    | доктор Еміль Хартінг   |
| Ейса Гонсалес               | Кеті                   |
| Талула Райлі                | Джина Декарло          |
| Алекс Ернандес              | Тіббс                  |
| Тобі Кеббелл                | Ейкс                   |
| Ламорн Морріс               | Вілфред Віганс         |
| Йоханнес Хаукур Йоганнессон | Нік Барис              |

## Виробництво
У березні 2012 року було оголошено, що Columbia Pictures придбала права на екранізацію коміксу «Бладшот» від Valiant Comics. Продюсерами фільму виступили Ніл Моріц, Джейсон Котарі, Ден Мінц і Дінеш Шамдасані. Сценаристом фільму став Джефф Водлоу. До квітня 2015 року Valiant, Sony і Original Film оголосили про угоду на п'ять фільмів, щоб перенести всіх супергероїв всесвіту Valiant Comics на великий екран. Перші два фільми будуть по «Бладшоту», наступні два про «Провісника», і останнім фільмом буде кросовер між двома супергероями. Тобі Яффі приєднався до проекту в якості одного з продюсерів, разом з Еріком Хайссерером, який підписав контракт, щоб написати свій сценарій. Спочатку в якості режисерів для фільму були найняті Девід Ліч і Чад Стахелски. У вересні 2016 року Sony повідомила, що студія спочатку розробляла адаптацію «Провісника», в той час як «Бладшот» буде наступним. Пізніше після того, як Ліч і Стахелски покинули проект у березні 2017 року, Дейв Вілсон був призначений офіційним режисером «Бладшота». У липні того ж року «Deadline» повідомив, що на головну роль фільму планувалося взяти Джареда Лето.
У березні 2018 року було заявлено, що головну роль у фільмі зіграє Вин Дизель. До травня були оголошені додаткові учасники акторського складу.

### Зйомки
Зйомки фільму почалися 6 серпня 2018 року в Кейптауні, Південній Африці і в Празі, Чехії, деякі зйомки проходили в Будапешті, Угорщині у тому ж місяці. Зйомки офіційно завершилися 25 жовтня 2018 року.

## Реліз
Columbia Pictures планує випустити фільм 21 лютого 2020 року.